# Padula (Campanië)

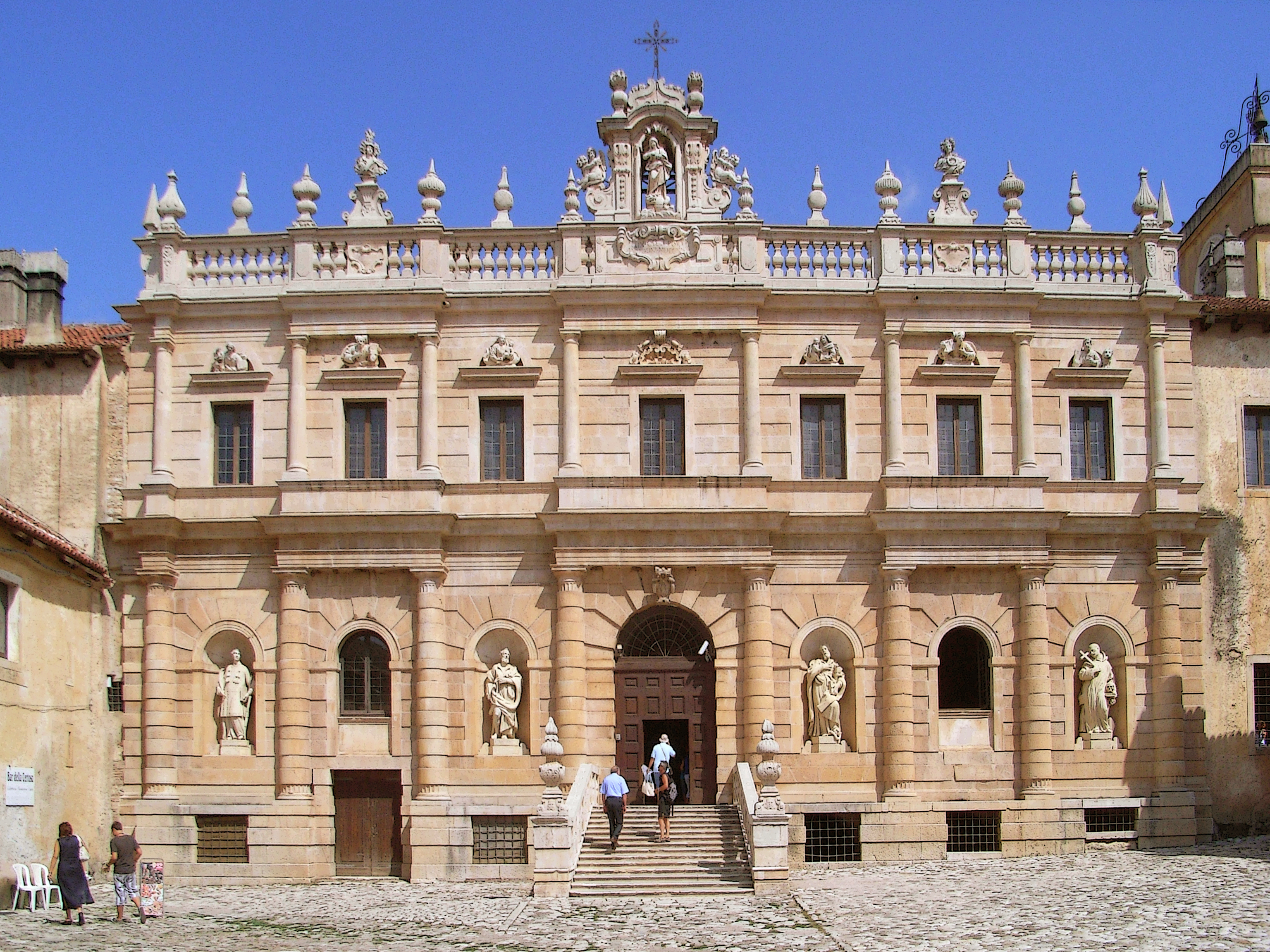
Certosa di Padula

Padula is een gemeente in de Italiaanse provincie Salerno (regio Campanië) in het zuiden van Italië en telt 5576 inwoners (31-12-2004). De oppervlakte bedraagt 66,5 km², de bevolkingsdichtheid is 82 inwoners per km².

## Bezienswaardigheden
- Certosa di Padula, Kartuizerklooster en Werelderfgoed
- Annunziatakerk
- St. Michaelkerk
- St. Nicholas of Domniskerk
- St. Francisco of Assisikerk
- St. Augustinekerk
- St. Clementkerk
- Hermitage of St. Michael to Grottelle
- Monument to the demigod of dota Padula

## Demografie
Padula telt ongeveer 1793 huishoudens. Het aantal inwoners daalde in de periode 1991-2001 met 3,9% volgens cijfers uit de tienjaarlijkse volkstellingen van ISTAT.
| Jaar | Inwoneraantal |
| ---- | ------------- |
| 1991 | 5623          |
| 2001 | 5403          |

## Geografie
Het ligt circa 100 km van Salerno.
Padula grenst aan de volgende gemeenten: Buonabitacolo, Marsico Nuovo (PZ), Montesano sulla Marcellana, Paterno (PZ), Sala Consilina, Sassano, Tramutola (PZ).

## Verkeer en vervoer
Padula is vanaf Salerno bereikbaar via de A3.